# Aizkraukle
Aizkraukle (tidigare Stučka, på tyska Ascheraden) är en stad med 7 315 invånare (2015) i distriktet Riga i centrala Lettland, belägen på floden Daugavas östra strand.
I närheten av staden finns ruinerna efter ett medeltida slott. Den nuvarande staden uppfördes för att ge bostad åt arbetare i det närliggande vattenkraftverket Pļaviņas. Den fick stadsrättigheter 1967. Namnet Stučka hade staden under Sovjettiden efter den lettiske kommunistledaren Pēteris Stučka. År 1991 återfick den det historiska namnet Aizkraukle.
År 2004 blev Aizkraukle nominerad till "Den renaste staden i Lettland 2004" i sin storleks grupp.
Det lokala näringslivet domineras av elproduktion, träarbete, tryckning och jordbruk.